# Knut Wasastjerna
Knut Edgar Wasastjerna (né le 6 octobre 1867 à Hämeenlinna – mort le 12 avril 1935 à Kauniainen), est un architecte finlandais.

## Biographie
En 1892, avec Karl Gustaf Grahn et Ernst Gustaf Hedman il fonde le cabinet Grahn, Hedman & Wasastjerna qui est à l'époque le plus grand de Finlande.
En 1917, pour des raisons économiques, il quitte le cabinet et devient inspecteur des affaires de logement à Helsinki.
Knut Wasastjerna repose au cimetière d'Hietaniemi.

## Ouvrages
- Immeuble "Vasa Aktiebank", Eteläesplanadi 12, Helsinki, 1899
- Restaurant "Klippan"[4], Luoto , 1898
- Bernhardinkatu 3, Helsinki, 1902
- Maison "Sirius", Fabianinkatu 4 / Pohjonen Makasiinikatu 7, Helsinki, 1905
- Kristianinkatu 5, Helsinki, 1905
- Immeuble Nesterov, Riga, 1906
- Fredrikinkatu 43 / Lönnrotinkatu 15[5], Helsinki, 1907
- Hôpital de Muurala, Muurala, Espoo, 1920
- Pohjoisesplanadi 37 (modification), Helsinki, 1911

## Galerie

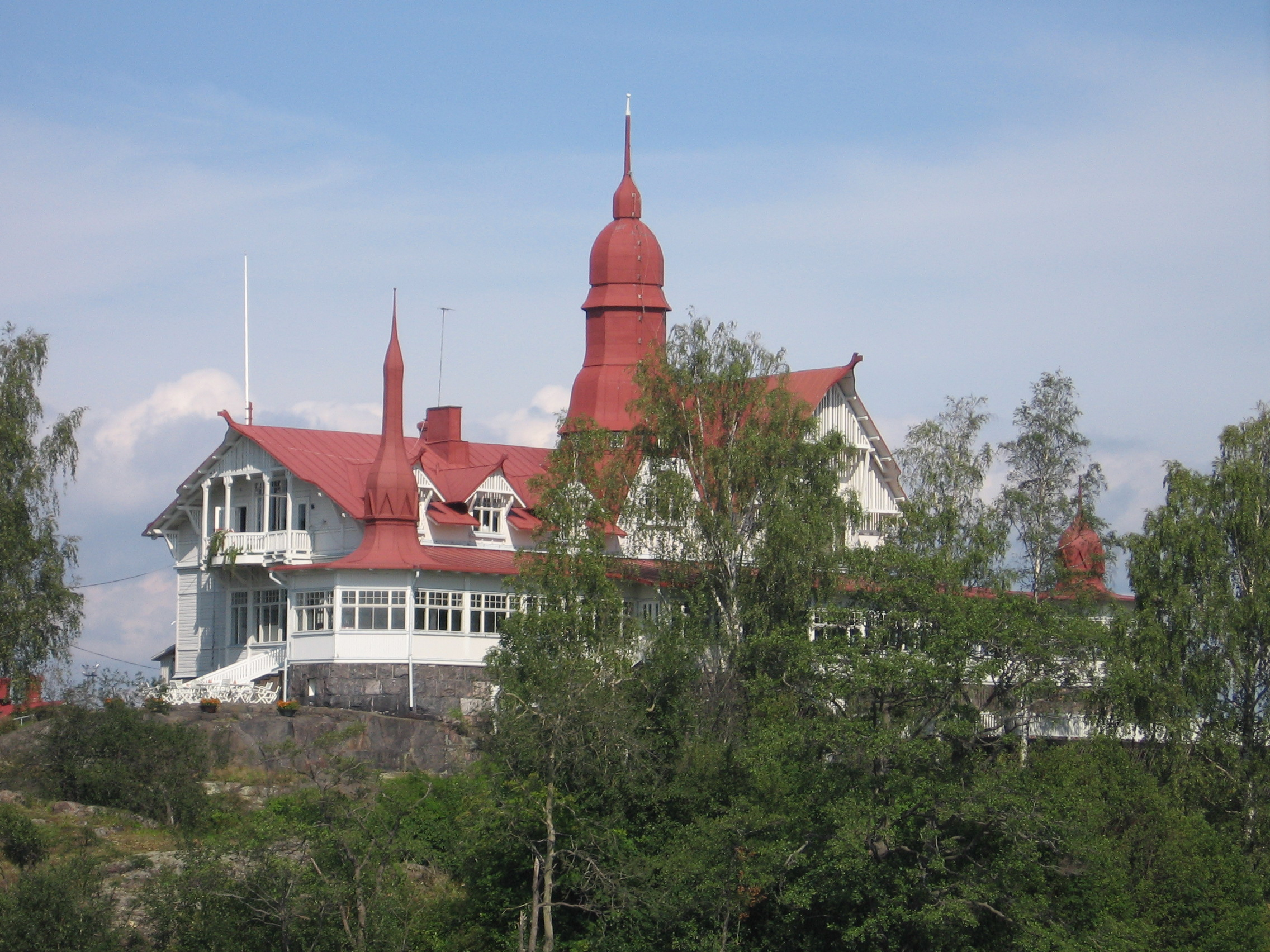
Restaurant "Klippan", Luoto
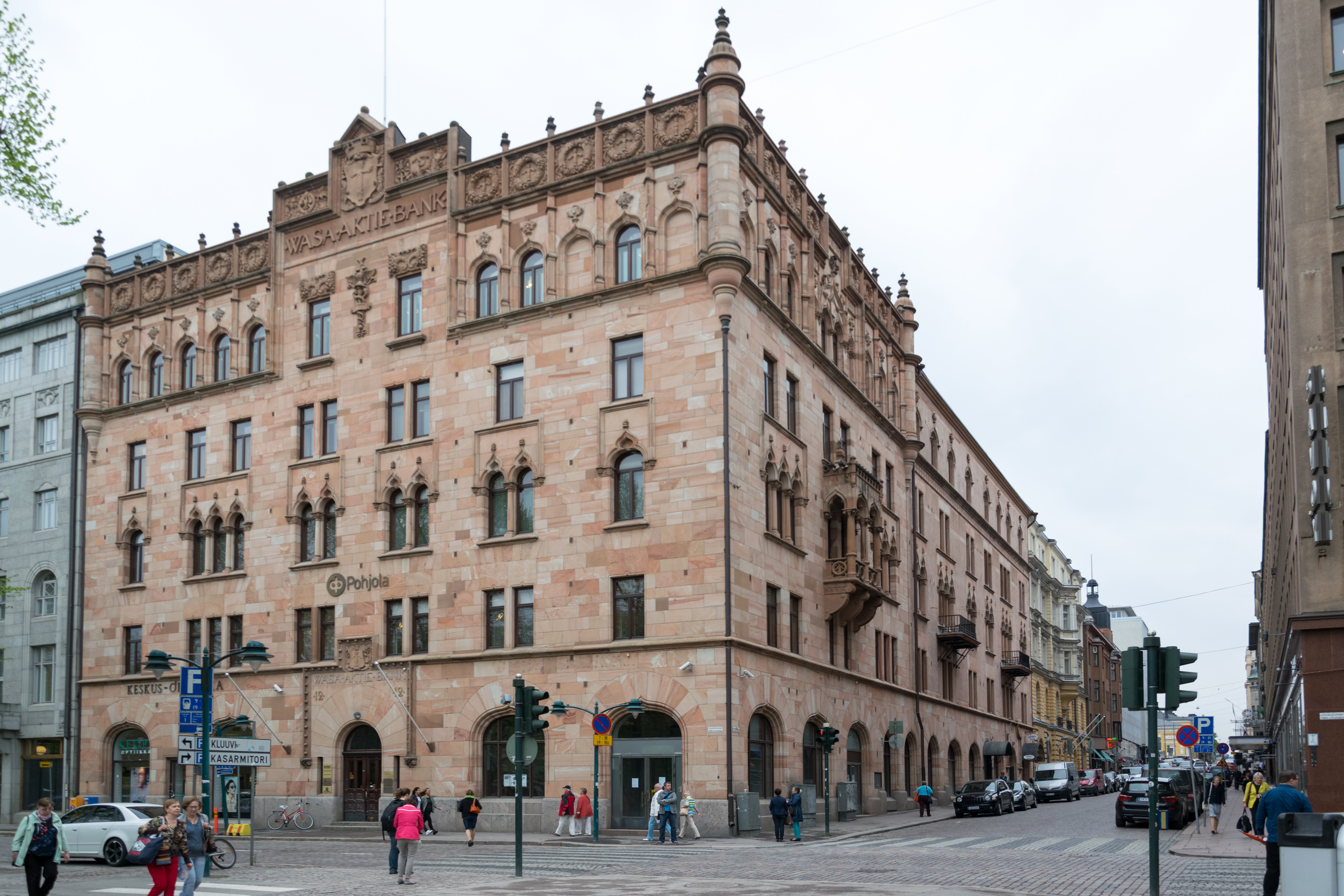
"Vasa Aktiebank", Eteläesplanadi 12